# Tallium-acetát
A tallium-acetát egy kémiai vegyület, az ecetsav talliumsója. Használják a mikrobiológiában szelektív táptalajként. Mérgező és óvatosan kell kezelni.

## Fordítás
Ez a szócikk részben vagy egészben  a   Thallous acetate című angol Wikipédia-szócikk fordításán alapul.  Az eredeti cikk szerkesztőit annak laptörténete sorolja fel. Ez a jelzés csupán a megfogalmazás eredetét és a szerzői jogokat jelzi, nem szolgál a cikkben szereplő információk forrásmegjelöléseként.